# Luigi Sorricchio
Luigi Sorricchio (Atri, 5 dicembre 1865 – Roma, 7 dicembre 1916) è stato un archeologo e storico italiano.

## Biografia
Nacque da Rodolfo e Giuseppina Rossi in una famiglia della borghesia atriana. Dopo la laurea in Scienze sociali nel 1890, conseguita al Cesare Alfieri a Firenze, abbandonati i propositi di intraprendere la carriera diplomatica, rientrò nella sua città natale. Qui iniziò ad interessarsi di storia ed archeologia locale, spinto dall'esame dell'opera manoscritta dell'antenato Nicola, anch'esso storico ed archeologo, vissuto nel XVIII secolo, e dai frequenti ritrovamenti archeologici nella zona. Il suo primo maestro fu lo studioso locale Gabriello Cherubini (1817-1892), in contatto tra gli altri con Mommsen.
Nei primi venti anni di attività Sorricchio scrisse e pubblicò una serie di saggi sulla storia della sua città natale. La sua fonte principale sono le opere dell'avo Nicola, che egli comunque valuta criticamente, discostandosene quando lo ritiene opportuno, e che integra sulla base di una conoscenza puntuale del dibattito storico del suo tempo.  Finalmente, nel 1911, egli pubblicò il primo volume della sua opera più importante, Hatria- Atri, ampia monografia che nelle intenzioni dell'autore avrebbe probabilmente dovuto coprire l'intero arco temporale della storia della città e del suo territorio dalle origini. Sorricchio, che sarebbe prematuramente scomparso per malattia qualche anno dopo, riuscì a pubblicare in vita solo il primo volume, relativo alla preistoria ed all'età romana. Lasciò però altre parti dell'opera in forma manoscritta; da questi documenti gli eredi pubblicarono successivamente il secondo (nel 1929; dalla caduta dell'impero romano al 1382) ed il terzo volume (nel 1981, in due tomi; dal 1382 al 1592).
L'uscita del primo volume di Hatria - Atri provocò un dibattito con altri storici locali dell'epoca ed in particolare con Francesco Savini, che la recensì sulla Rivista Storica Italiana, criticandola perché troppo ricca di ipotesi senza basi sicure ed orientata a sovrastimare il ruolo storico di Atri. Sorricchio rispose sulla Rivista Abruzzese, edita a Teramo; seguirono nell'anno successivo, sullo stesso organo, Sull'Apologia della Storia di Hatria, fatta dal suo autore Luigi Sorricchio di Savini e la risposta di Sorricchio.
In varie opere dell'autore è anche descritta la collezione di antichità della quale Luigi Sorricchio fu titolare, che si era formata nella sua famiglia sin dall'inizio del sec. XVIII. Essa comprendeva, tra l'altro, 60 monete battute da antiche zecche atriane. Questa collezione, ed in generale gli studi del Sorricchio sull'argomento, restano un riferimento fondamentale nello studio della monetazione antica atriana, anche se la critica moderna ha rettificato l'ipotesi dello studioso che essa debba essere riferita alla Hatria picena, post-datandola invece all'epoca nella quale la città divenne colonia latina.
Sorricchio partecipò alla vita pubblica della sua città come componente dei consigli comunale e provinciale. Fu candidato al Parlamento nel 1904 per il collegio di Atri nelle elezioni per la XXII legislatura, come esponente della destra; prevalse al primo turno sul deputato uscente Patrizi ma fu battuto al ballottaggio, di stretta misura, da Felice Barnabei, anch'egli studioso di storia ed archeologia.

## Opere
- Nicola Sorricchio, vita e bibliografia (con premessa di Gabriello Cherubini), Donato De Arcangelis, Atri, 1889, pp 50
- Il Comune Atriano nel XIII e XIV secolo. Esame storico originale su di una raccolta diplomatica posseduta dall'autore, Donato De Arcangelis, Atri, 1893, pp 410
- Il Comune Atriano nel XV e XVI secolo, manoscritto
- Un tesoretto monetario della fine della Repubblica Romana - Contributo alla storia antica di Atri, in: Rassegna abruzzese di storia ed arte, A. IX, fasc. 5 - 6 Teramo, 1894
- Sulle probabili origini abruzzesi, Donato De Arcangelis, Atri, 1895, pp 37
- Cenni archeologici della provincia di Teramo, 32pp. in: Monografia della Provincia di Teramo, vol. 2, Giovanni Fabbri, Teramo, 1895
- Angelo ed Antonio Probi ambasciatori di Ferdinando I d'Aragona (1464 - 1482) in: Archivio storico per le provincie napoletane, Napoli, 1896, a. XXI, fasc. I
- L'organismo interno d'un comune abruzzese nel '300, in: Bollettino della Società di storia patria Anton Ludovico Antinori negli Abruzzi a. 9. (1897), 17, pp. 52 - 71, Santini, L'Aquila, 1897
- La faida nelle costituzioni dei Comuni Abruzzesi, in: Rassegna abruzzese di storia ed arte, A. 1, 2, 1897, pp. 105-122
- Notizie storiche ed artistiche intorno alla cattedrale di Atri , in: Rivista abruzzese di scienze, lettere ed arti, a. 12.  1, 1897, pp. 1-9
- Il cardinale Ronci di Atri, in: Rassegna abruzzese di storia ed arte, A. 1, 2, pp. 173-174, 1897
- Nella vita e nella storia in: Rivista Abruzzese, Teramo 1909 a. XV, fasc. VI - VII
- La monetazione librale di Hatria, in: Rivista Abruzzese, Teramo, 1909, a. XXIX, fasc. V - VI
- Hatria-Atri
  - I volume, Roma, Tip. del Senato, 1911;
  - II volume - Dalle invasioni barbariche alla fine della dinastia Angioina (476 - 1382), de Arcangelis, Pescara, 1929;
  - III volume - Dalla dinastia Durazzesca alla morte di Filippo II di Spagna (1382 - 1598); in due parti, a cura di Bruno Trubiani, Atri Tipografia Fratelli Colleluori, 1981;
  - ristampa anastatica dell'opera in 3 volumi, Hatria Edizioni, 2009
- Per la mia Hatria - Atri, in: Rivista Abruzzese, Teramo 1912, a. XXXII, fasc. XI
- Gli errori critici di Francesco Savini intorno alla mia Hatria, in: Rivista Abruzzese, Teramo 1913 a. XXXIII, fasc. X - XI
- Storia di Atri nel Medioevo, manoscritto

La bibliografia di Luigi Sorricchio è in coda al saggio introduttivo di Hatria - Atri, vol. II, compilata da Marcus De Rubris.
Un elenco delle opere di Luigi Sorricchio presenti nelle biblioteche pubbliche italiane è reperibile  qui